# Renault 4
Renault 4, cunoscut și ca 4L (pronunție "Quatrelle"), este o mașină hatchback de buget produsă de Renault între 1961 și 1994. A fost prima mașină de familie cu tracțiune față produsă de Renault.

## Istoric
Mașina a fost lansată la începutul unei perioade de prosperitate („Les Trente Glorieuses”) ce a coincis cu o creștere a numărului proprietarilor de mașini în Franța. Primul milion de exemplare au fost produse până pe 1 februarie 1966, la doar patru ani și jumătate de la lansare; în total au fost construite peste 8 milioane de exemplare, ceea ce a făcut din Renault 4 un succes comercial. Deși la început a fost prezentată ca o berlină mică, în prezent este considerată ca fiind primul hatchback produs în serie mare.

## Legături externe
- renault4serbia.com